# Megasport Sport Palace
El Megasport Sport Palace (en ruso: Дворец спорта "Мегаспорт", anteriormente, Khodynka Arena o Ice Sport Palace on the Khodynka Field) es un recinto de multiusos interior que está ubicado en Moscú, Rusia. El recinto está situado en el campo Khodynka. Tiene una capacidad máxima de 13 926 personas y es principalmente utilizado para baloncesto y partidos de hockey hielo.

## Historia
El Megasport Sport Palace fue terminado en diciembre de 2006. Fue uno de los recintos que acogió los campeonatos de Hockey Hielo Mundiales de 2007. El 23 de enero de 2008, se enfrentaron CSKA Moscú contra TAU Cerámica, de Euroliga, con un aforo aproximado de 13 000 personas.
Otro acontecimiento importante que tuvo lugar en el recinto fue la final de la Liga de Campeones de voleibol masculino de la temporada 2006-07, en la que Tours VB ganó el título, después de derrotar VfB Friedrichshafen.
En 2016, el recinto se convirtió en la casa del PBC CSKA Moscú para los partidos de la Euroliga de baloncesto.